# Sam E. Rork
Pour les articles homonymes, voir Rork (homonymie).
Samuel Edwin Rork (né vers 1870, mort le 24 juillet 1933) est un producteur américain de la période du cinéma muet. Il a travaillé notamment pour la société de production First National Pictures.

## Biographie
Né le 1er juillet 1870, à Albany (New York), il commence sa carrière au Wallack's Theatre (en) à New York. Il déménage ensuite à Los Angeles avec Mack Sennett, avec qui il travaille. Il produit ultérieurement des films pour la First National Pictures, puis il monte sa propre société de production, la Sam E. Rork Productions, avec laquelle il produit 8 films. En 1932 il est producteur associé de Call Her Savage.
Il s'est marié avec Helen Welch. Ils ont eu une fille, Ann Rork, actrice du cinéma muet. Il meurt à Hollywood en juillet 1933 d'une crise cardiaque.

## Filmographie
- 1923 : Ponjola de Donald Crisp
- 1924 : Inez from Hollywood d'Alfred E. Green
- 1925 : Le Corsaire aux jambes molles (Clothes Make the Pirate)
- 1926 : Le Cavalier des sables (Old Loves and New) de Maurice Tourneur
- 1926 : The Blonde Saint
- 1927 : The Notorious Lady de King Baggot
- 1927 : A Texas Steer
- 1927 : The Prince of Headwaiters
- 1932 : Fille de feu (Call Her Savage) (producteur associé)

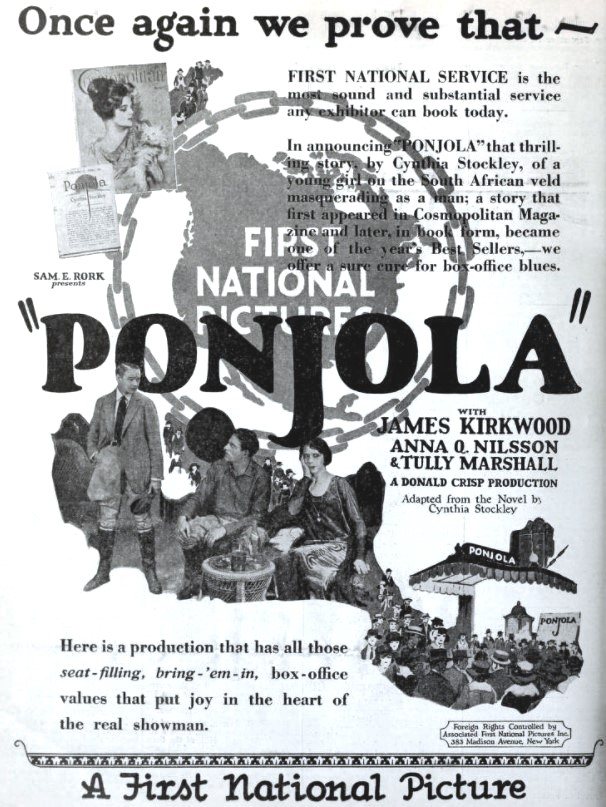
Ponjola (1923)
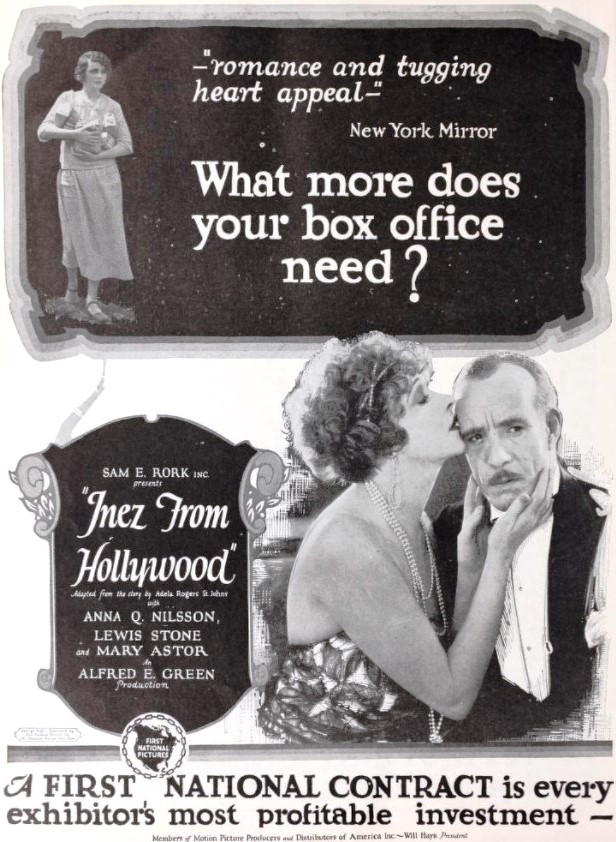
Inez from Hollywood (1924)
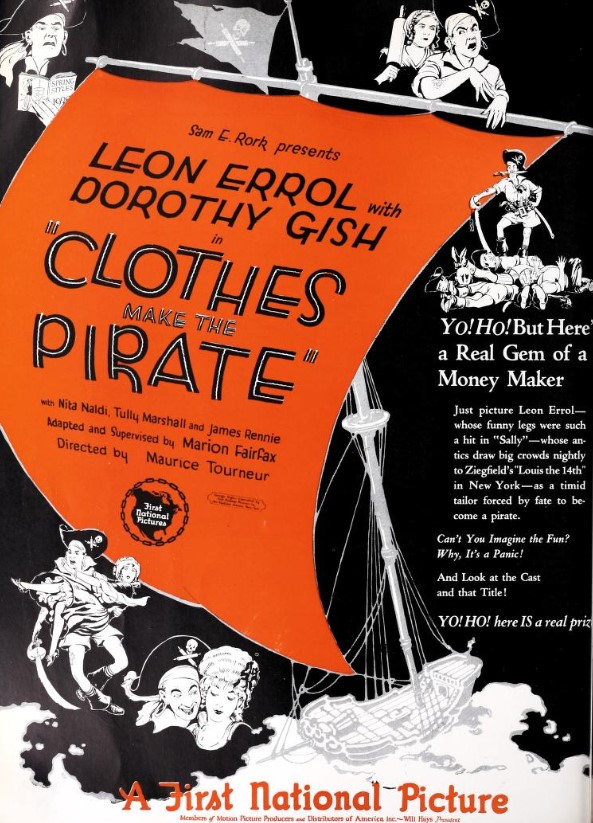
Clothes Make the Pirate (1925)